# Politechnika Federalna w Lozannie

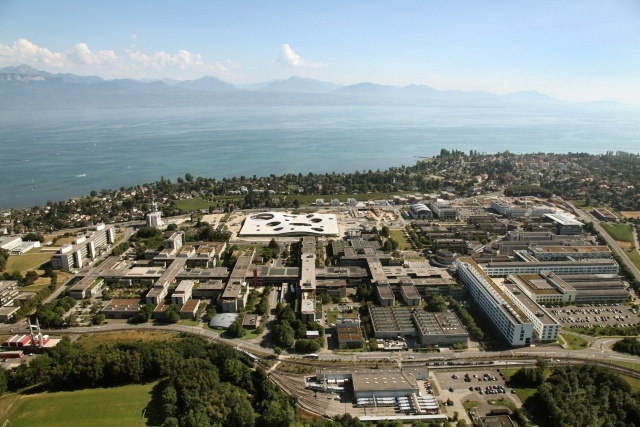
Politechnika

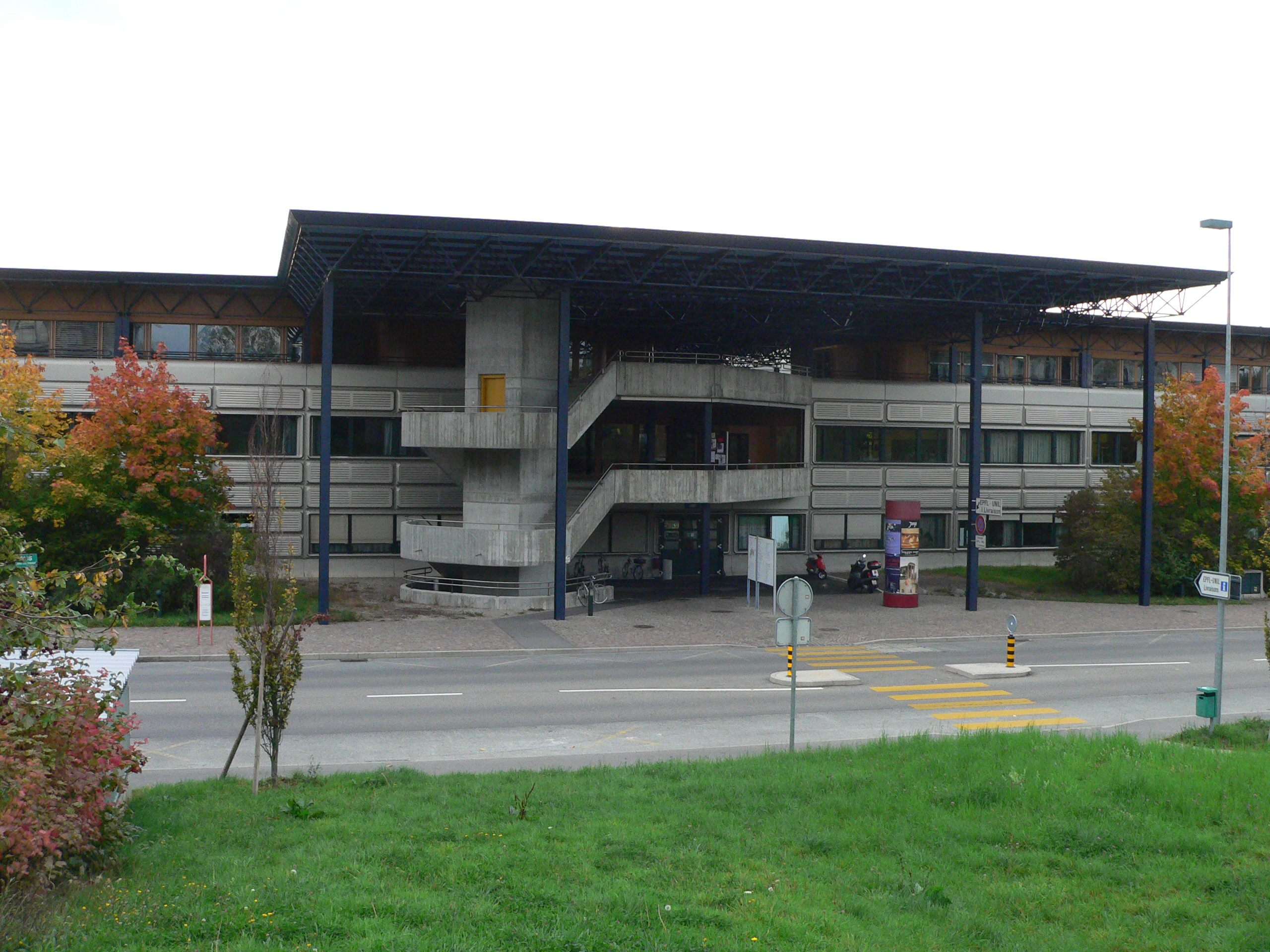
EPFL kampus Ecublens

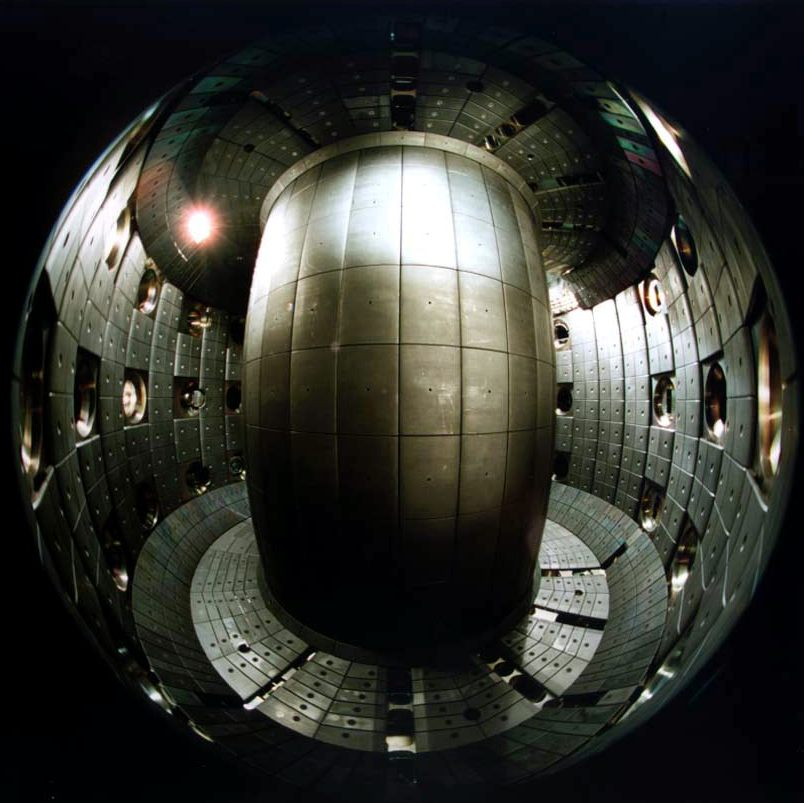
Tokamak TCV, wygląd wnętrza z torusem pokrytym grafitem

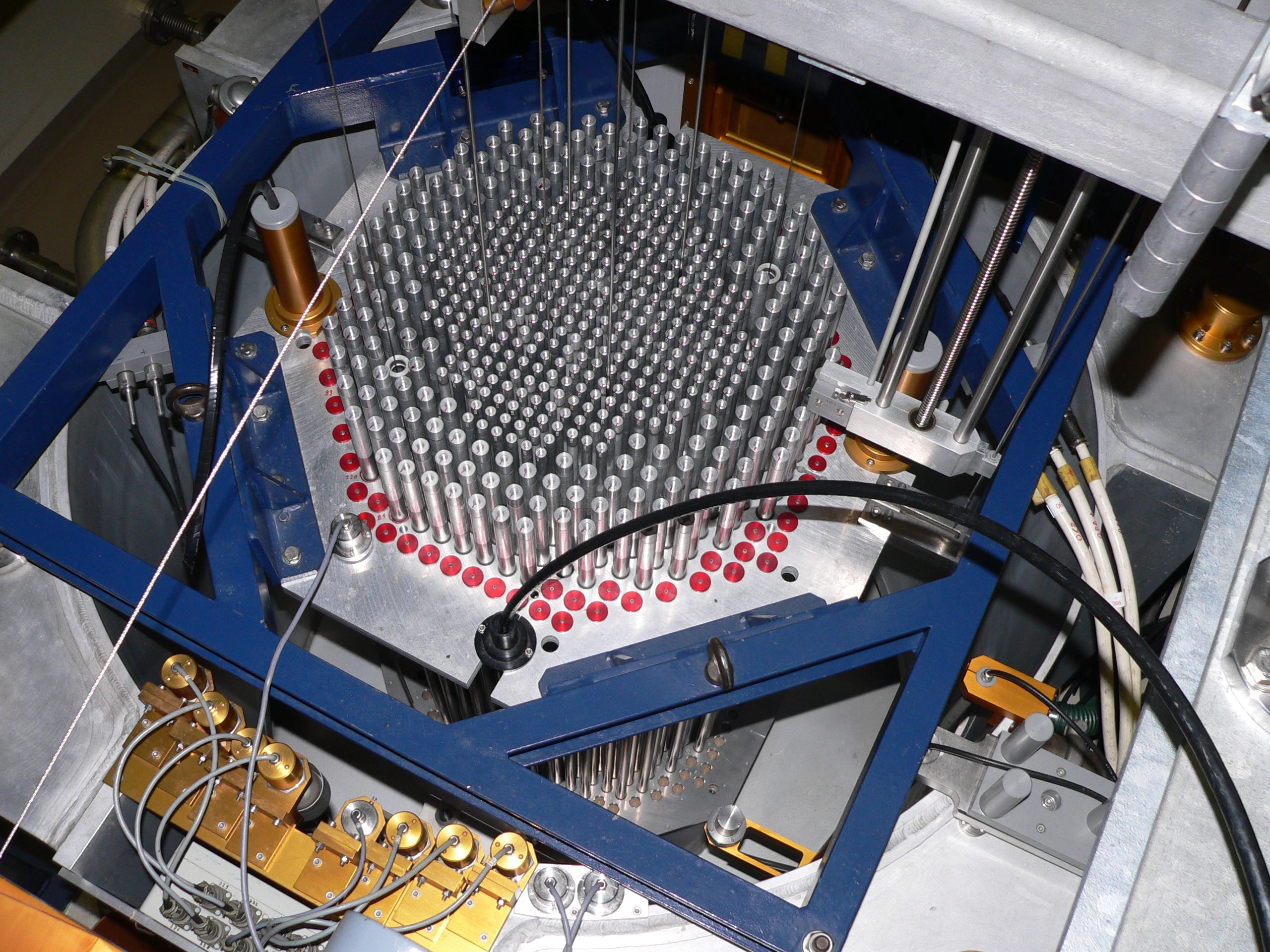
CROCUS, jedyny reaktor jądrowy francuskojęzycznej części Szwajcarii

Politechnika Federalna w Lozannie (fr. École polytechnique fédérale de Lausanne) – uczelnia techniczna w Lozannie, będąca jedną z dwóch politechnik federalnych w Szwajcarii. EPFL, tak jak jej siostra, Politechnika Federalna w Zurychu – EPFZ (niem. ETHZ), ma trzy misje: naukę, badania i uznanie na najwyższym poziomie międzynarodowym. Połączone wieloma specjalistycznymi instytutami badawczymi, tworzą wspólnie „obszar ETH/EPF” podległy bezpośrednio Federalnemu Departamentowi Spraw Wewnętrznych (EDI/DFI).
Oficjalne skróty nazwy w czterech językach narodowych:
- EPFL – École Polytechnique Fédérale de Lausanne (fr.)
- ETHL – Eidgenössische Technische Hochschule Lausanne (niem.)
- SPFL – Scuola Politecnica Federale di Losanna (wł.)
- SPFL – Scola Politecnica Federala da Losanna (retorom.)

## Historia
Założona w 1853 z inicjatywy Louisa Riviera, Jeana Gay, Pierre’a-Josepha i Jules’a Margueta, jako szkoła prywatna pod nazwą Lozańska Szkoła Specjalna (École spéciale de Lausanne), inspirowaną przez Paryską Szkołę Centralną (École centrale Paris). W 1869 staje się wydziałem technicznym publicznej Akademii Lozańskiej (Académie de Lausanne), która w 1890 otrzymuje statut uniwersytetu, a jej wydział techniczny nazwę Szkoły inżynierskiej Uniwersytetu Lozańskiego (École d’ingénieurs de l’Université de Lausanne). W 1946 zmienia nazwę na Politechnika Uniwersytetu Lozańskiego (École polytechnique de l’Université de Lausanne – EPUL).
W 1969 wyłączona z Uniwersytetu Lozańskiego zostaje instytucją federalną pod nazwą Politechnika Federalna w Lozannie.
Obecnie (2007) jest jedną z 6 publicznych, autonomicznych instytucji federalnych tworzących „obszar EPF” (niem. ETH), podległy bezpośrednio rządowi federalnemu w odróżnieniu od pozostałych szwajcarskich szkół wyższych i uniwersytetów zarządzanych przez kantony.
W 2010 roku uczelnia wzbogaciła się o centrum edukacyjne Rolex Learning Center.

## Struktura
Ponad 70 jednostek organizacyjnych EPFL (sekcji, instytutów, centrów badawczych) zorganizowanych jest w 5 głównych Wydziałach i 2 Szkołach:
- SB – Wydział Nauk Podstawowych
- STI – Wydział Nauk Technicznych i Inżynieryjnych
- ENAC – Wydział Środowiska Naturalnego, Architektury i Budownictwa
- IC – Wydział Informatyki i Komunikacji
- SV – Wydział Nauk o Życiu
- CDM – Szkoła Zarządzania Technologią
- CDH – Szkoła Nauk Humanistycznych

## Znani ludzie

### Pracownicy
- Claude Nicollier, inżynier fizyki – profesor EPFL, astronauta, absolwent EPFL 1970
- Jacques Neirynck(inne języki), inżynier elektroniki – profesor EPFL, pisarz, poseł 1999-2003
- Michael Grätzel, inżynier chemii – profesor EPFL, wynalazca komórki fotovoltaicznej Grätzel
- Vittorio Gregotti, architekt – profesor zaproszony EPFL 1978-1979[potrzebny przypis]
- Luigi Snozzi, architekt – profesor EPFL 1985-1997, profesor zaproszony EPFL 1982-1984
- Mario Botta, architekt – profesor EPFL od 1986, profesor zaproszony EPFL 1976-1977
- Aurelio Galfetti, architekt – profesor zaproszony EPFL 1984-1995
- Martin Vetterli(inne języki), inżynier elektroniki – profesor i wiceprezydent EPFL
- Vincent Mangeat(inne języki), architekt – profesor EPFL, absolwent EPFL 1969
- David Chipperfield, architekt – profesor zaproszony EPFL 1992-1993[potrzebny przypis]
- Antonio Cruz & Antonio Ortiz, architekci – profesorowie zaproszeni EPFL 1992-1993
- Eduardo Souto de Moura, architekt – profesor zaproszony EPFL 1993-1994
- Inès Lamunière, architekt – profesor EPFL
- Thomas Henzinger(inne języki), inżynier fizyki – profesor EPFL
- Elia Zenghelis(inne języki), architekt – profesor zaproszony EPFL 1997-1998
- Miroslav Šik, architekt – profesor zaproszony EPFL 1997-1998
- Mirko Zardini(inne języki), architekt – profesor zaproszony EPFL 1997-1999
- Giorgio Grassi(inne języki), architekt – profesor zaproszony EPFL 1999-2000
- Christine Binswanger(inne języki), architekt – profesor zaproszony EPFL 2000-2001
- Jacques Lucan(inne języki), architekt – profesor EPFL
- Martin Odersky, inżynier oprogramowania – profesor EPFL, twórca języka programowania Scala
- Raphael Zuber, architekt – profesor zaproszony EPFL 2015-2016

### Absolwenci
- Georges de Mestral, inżynier elektryki – absolwent EPFL, twórca materiału Velcro
- Jean-Daniel Nicoud(inne języki), inżynier informatyki – absolwent EPFL 1963, współtwórca myszy i komputera Smaky
- Metin Arditi(inne języki), inżynier genetyki – absolwent EPFL 1968, przedsiębiorca, założyciel Fundacji Arditi
- Daniel Borel(inne języki), inżynier informatyki – absolwent EPFL 1973, założyciel Logitech
- Daniel Brélaz(inne języki), inżynier matematyki – absolwent EPFL 1975, prezydent miasta Lozanna, poseł 1979-1989
- Martin Velasco, inżynier elektroniki – absolwent EPFL 1978, przedsiębiorca, założyciel Fundacji Infantia
- Nelly Wenger(inne języki), inżynier budownictwa – absolwent EPFL 1979, dyrektor generalny Nestlé
- Franck Riboud, inżynier – absolwent EPFL 1979, przemysłowiec, prezes grupy Danone
- Michel de Senarclens(inne języki), ps. Sarclo, architekt – absolwent EPFL 1980, autor, kompozytor, piosenkarz
- Bertrand Cardis(inne języki), inżynier mechaniki – absolwent EPFL 1981, założyciel Décision SA, konstruktor Alinghi
- Bronisław Żukowski, chemik. Prowadził laboratorium w Douai (ok. 1870)

## Polacy na EPFL
- Stefan Kudelski, architekt, inżynier fizyki – student EPFL 1948-1952, twórca magnetofonów Nagra, dr hc EPFL 1986
- André Kudelski(inne języki), inżynier fizyki – absolwent EPFL 1984, przemysłowiec, twórca kodowania cyfrowego dla Canal+